# Micaela Villegas

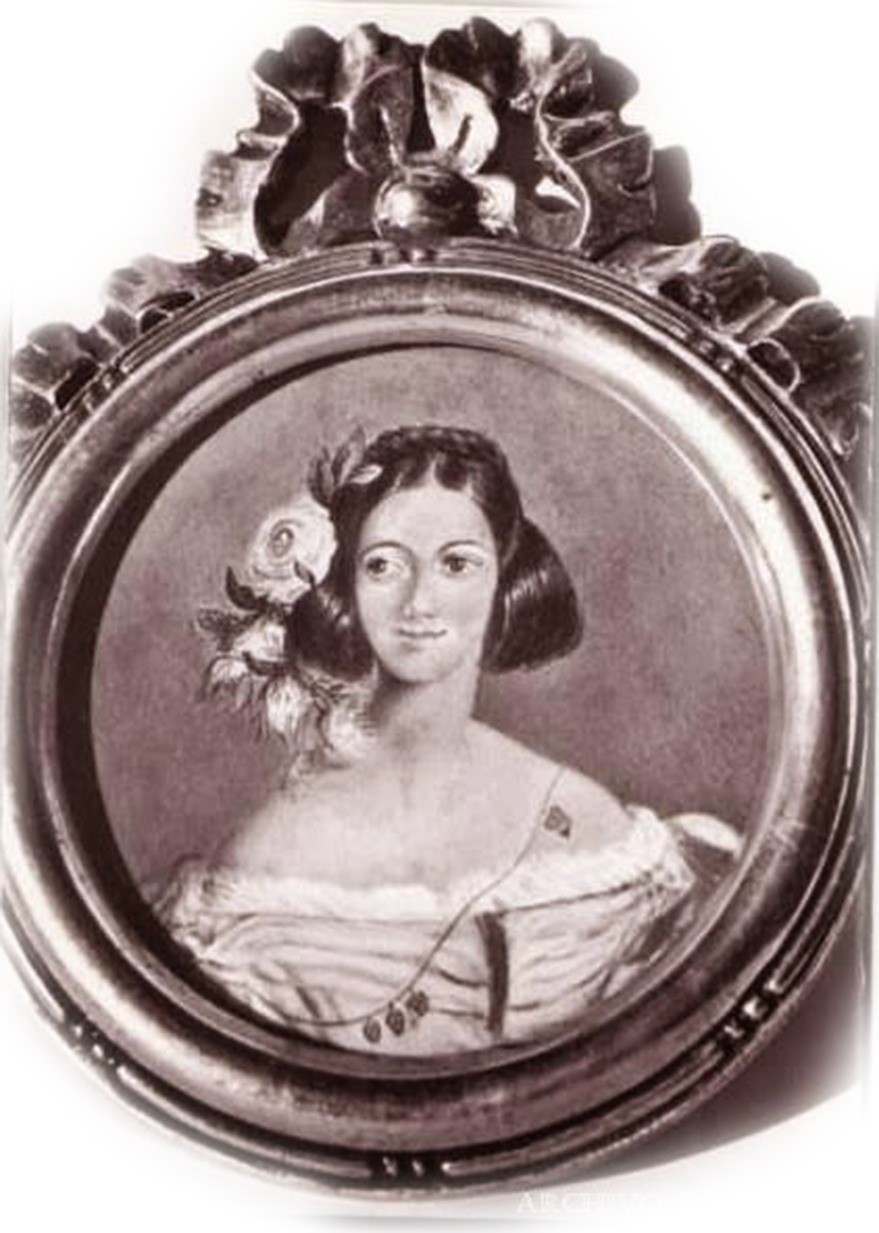
Perricholi

Maria Micaela Villegas Hurtado (28 tháng 9 năm 1748 – 16 tháng 5 năm 1819), được gọi là La Perricholi, được cho là người phụ nữ Peru nổi tiếng nhất của thế kỷ thứ mười tám. Bà là một nghệ sĩ giải trí nổi tiếng và là người tình nổi tiếng của Manuel de Amat y Juniet, Phó vương quốc Peru từ năm 1761 đến 1776. Con trai của họ, Manuel de Amat y Villegas, là một trong những người ký tuyên bố độc lập của Peru từ Tây Ban Nha vào ngày 28 tháng 7 năm 1821.

## Đời sống
La Perricholi là đứa con thứ sáu được sinh ra bởi Don José Villegas và Doña Teresa Hurtado de Mendoza. Bà được sinh ra ở Tomayquichua (thuộc tỉnh Huanuco) hoặc thủ đô Lima, bà được rửa tội tại Nhà thờ Lima vào ngày 1 tháng 12 năm 1748.
Bà ra mắt trên sân khấu Coliseo de Comedias năm 1763 và trở thành một ngôi sao nổi tiếng trong chuyện tình lãng mạn và hài kịch. Bà giải nghệ năm 1788, và kết hôn năm 1795.
Ricardo Palma trong cuốn sách nổi tiếng nhất của mình: Tradiciones Peruanas, viết về cuộc đời của bà và mô tả bà là người phụ nữ quyến rũ, ông cũng cung cấp thông tin lịch sử về mối quan hệ của bà với Amat. Theo những gì ông nói, bà đã truyền cảm hứng cho ông xây dựng một số tòa nhà đẹp nhất ở thành phố thuộc địa Lima như: La Alameda de los Descalzos, La Quinta de Presa, el Templo de las Nazarenas hay El Paseo de Aguas.
Câu chuyện của bà đã cung cấp nền tảng cho bộ phim hoạt hình Le Carrosse du Saint-Sacrement của Prosper Mérimée Du, sau đó cung cấp nền tảng cho cả opéra bouffe của Jacques Offenbach, phim Le Carrosse d'or (The Golden Coach) của La Périchole và Jean Renoir tựa phim 1953.
Một mini series cũng đã được thực hiện dựa trên câu chuyện của bà ở Lima, Peru vào năm 1994. Nó đạt thành công lớn và kể về thời gian khởi đầu sự nghiệp của Mónica Sánchez trẻ (có vai trò của La Perricholi). Nó được viết bởi Eduardo Adrianzen.
Bà và Phó vương quốc cũng là những nhân vật nổi bật trong The Bridge of San Luis Rey của Thornton Wilder.